# 阿拉善碱蓬
阿拉善碱蓬（学名：Suaeda przewalskii）为苋科碱蓬属的植物。分布在蒙古以及中国大陆的甘肃、宁夏等地，生长于海拔1,250米的地区，多生长在沙丘间、湖边和低洼盐碱地，目前尚未由人工引种栽培。

## 别名
水杏、水珠子（甘肃土名）